# بيير جورج لاتيكوير
بيير جورج لاتيكوير (بالفرنسية:  Pierre-Georges Latécoère)‏
  (25 أغسطس 1883- 11 أغسطس 1943) هو رجلُ أعمالٍ فرنسي، ورمزٌ لبداية الطيران التجاري الفرنسي خاصة البريد الجوي مستهل القرن العشرين، ومؤسس شركة مجموعة لاتيكوير.